# Schlachthof 5 (Film)
Schlachthof 5 (Originaltitel: Slaughterhouse-Five) ist ein US-amerikanischer Science-Fiction-Film von George Roy Hill aus dem Jahr 1972 nach dem Roman Schlachthof 5 oder Der Kinderkreuzzug des Schriftstellers Kurt Vonnegut.

## Handlung
Billy Pilgrim ist durch seine Erinnerungen an den Zweiten Weltkrieg und an die Bombardierung Dresdens im Februar 1945, die er als amerikanischer Kriegsgefangener erlebt hat, innerlich völlig zerrissen. Immer wieder durchlebt er diese Zeit in deutscher Gefangenschaft mit seinem Kameraden Edgar Derby, der von den Deutschen wegen einer Nichtigkeit erschossen wurde. Um das alles zu verarbeiten, flüchtete er schon während des Krieges in eine Traumwelt, in der er glücklich in Frieden und völliger Zufriedenheit zusammen mit seiner Freundin lebte. Das hat ihm in der wirren Zeit des Krieges in Deutschland geholfen, alles körperlich heil zu überstehen. Nachdem er wieder in seine Heimat Amerika zurückkehrt, heiratet er, hat Haus und zwei Kinder. Doch seine Frau stirbt früh bei einem Unfall und wieder flüchtet er sich in seine Traumwelt. Diesmal erwartet ihn aber nicht seine Frau, sondern ein junges hübsches Mädchen, Montana Wildhack, das mit ihm zusammen auf den imaginären Planeten Tralfamadore entführt wurde. Die Bewohner des Planeten fordern, dass sich die beiden paaren, aber Pilgrim bleibt ganz Gentleman und weigert sich. Doch er findet Montana Wildhack durchaus attraktiv und sie sieht seiner Frau sehr ähnlich. Montana findet Pilgrim interessant und er verliebt sich in sie. Als die Bewohner von Tralfamadore die Geburt des Babys von Pilgrim und Montana erleben, zünden sie ein Feuerwerk der Freude.

## Filmmusik
Die Musik besteht ausschließlich aus Werken von Johann Sebastian Bach. Es erklingen Auszüge aus dem Klavierkonzert Nr. 5 f-Moll BWV 1056 und aus dem Klavierkonzert Nr. 3 D-Dur BWV 1054, gespielt von Glenn Gould, außerdem ein Auszug aus dem Brandenburgischen Konzert Nr. 4 G-Dur BWV 1049. Letzterer begleitet eine filmische Montage, in der die Hauptfigur zum ersten Mal der Stadt Dresden begegnet.
Insgesamt verwendet der Film so wenig Musik, dass für das Soundtrack-Album Auszüge aus Douglas Leedys Dreifachalbum Entropical Paradise hinzugefügt wurden. Es enthält atmosphärische Stücke, die mit dem Moog-Synthesizer eingespielt wurden.

## Rezeption

### Kritiken
„Trotz einiger Längen und der kitschigen Planeten-Sequenz, die lediglich eine Scheinlösung anbietet, liefert der Film überaus brauchbare Denkanstöße zum Thema Gewalt.“

„Hills Film – eine Mischung aus hinreißender Trivialität und augenzwinkernder Hinterlistigkeit – verknüpft hier mehrere Zeitebenen virtuos miteinander und liefert so ernste Anregungen zur Reflexion über die Auswirkungen von Gewalt.“

„Second to “The Godfather,” “Slaughterhouse-Five” is probably the most perfectly cast film in months, mostly with actors who have had little previous film experience. (Nach dem Paten ist Schlachthof Fünf wahrscheinlich der am besten besetzte Film seit Monaten, überwiegend mit Schauspielern, die bislang wenig Filmerfahrung hatten.)“

Vonnegut war mit der Verfilmung sehr zufrieden. Er schrieb im Vorwort seiner Kurzgeschichtensammlung Between Time and Timbuktu (1972): 

„I love George Roy Hill and Universal Pictures, who made a flawless translation of my novel Slaughterhouse-Five to the silver screen. I drool and cackle every time I watch that film, because it is so harmonious with what I felt when I wrote the book. (Ich liebe George Roy Hill und Universal Pictures, die eine makellose Übersetzung meines Romans Slaughterhouse-Five für die Leinwand gemacht haben. Ich sabbere und gackere jedes Mal, wenn ich diesen Film sehe, weil er so im Einklang mit dem steht, was ich empfand, als ich das Buch schrieb.)“

### Auszeichnungen
- Bei den Filmfestspielen von Cannes 1972 gewann der Film den Sonderpreis der Jury.
- 1973 erhielt Schlachthof 5 den erstmals vergebenen Saturn Award für den besten Science-Fiction-Film.

## Erstaufführungen
- USA 15. März 1972
- Deutschland 27. Oktober 1972